# Irans administrativa indelning

Irans indelning på provins- och shahrestannivå

Irans administrativa indelning, här avseende den territoriella indelningen av Irans administration, har ett antal undernivåer.

## Indelningsnivåer

### Provins
Lista med alla provinser: Irans provinser
Irans högsta geografiska indelningsnivå utgörs av provinser (persiska: استان , ostan). De är 31 till antalet (2022), sedan tillkomsten av provinsen Alborz 2010. I ledningen finns en guvernör kallad ostandar, utsedd av Irans regering. Här finns också ett indirekt valt provinsråd, där medlemmarna utses av råden i delprovinserna (shahrestan).

### Shahrestan
Shahrestan ( شهرستان ) är den näst högsta indelningsnivån och kan översättas som delprovins. År 2022 var de 462 till antalet. I ledningen finns en guvernör kallad farmandar, utsedd av inrikesministern och provinsguvernören. Här finns också ett indirekt valt råd, där medlemmarna utses av råden i delprovinsens städer och landsbygdsdistrikt.

### Bakhsh
Varje shahrestan är indelad i ett antal distrikt kallade bakhsh ( بخش ), totalt 1 057 sådana år 2022. Ledaren kallas bakhshdar och utses av en guvernör. Här finns också ett indirekt valt råd, där medlemmarna utses av råden i områdets städer och landsbygdsdistrikt.
Distriktet som omfattar delprovinsens huvudort kallas i de flesta fall för centraldistriktet (بخش مرکزی, bakhsh-e markazi) och har i sitt fullständiga namn med den delprovins (shahrestan) det rör sig om, till exempel "Bakhsh-e markazi-ye shahrestan-e Boshruyeh" (Boshruyeh shahrestans centraldistrikt).

### Städer och landsbygdsdistrikt
Under bakhsh-nivån finns (2022) totalt 1 259 urbana distrikt, eller städer ( شهر , shahr), och 36 770 landsbygdsdistrikt ( دهستان , dehestan). Den här nivån översätts ibland som kommun; det är den lägsta nivån med någon form av valbar representation i ledningen, och en andel av inkomsterna för budgeten kommer från de lokala skatter och avgifter man tar in. Medlemmar i lokala råd för varje stad och landsbygdsdistrikt utses genom lokala direktval.
I städer (shahr) väljer det lokala rådet, shura-ye eslami shahr (islamiska stadsrådet), en borgmästare, shahrdar, som dessutom ska godkännas av inrikesministeriet. Stadens administration kallas shardari.
I landsbygdsdistrikten (dehestan), som är betydligt fler och har färre invånare, kallas ledaren dehyar och utses av det lokala rådet.

## Lokalval
De första lokalvalen i Islamiska republiken Iran, det vill säga i Iran sedan 1979, hölls 1999. Det lokala självbestämmandet är dock mycket begränsat. Det är bara en handfull, av centrala myndigheter godkända, personer som kan väljas till råden ifråga, och dessa är ansvariga inför beslutsorgan på mer centrala nivåer, och därtill föreskrivs direkt inflytande från religiösa auktoriteter.
Från de lokala råden, som utses via de lokala valen i städer (shahr) och landsbygdsdistrikt (dehestan), utses rådsmedlemmar för de två närmaste nivåerna ovanför, bakhsh och shahrestan. Shahestanråden utser i sin tur rådsmedlemmar för provinsen. Rådsmedlemmarna har dock i praktiken ingen reell beslutanderätt på respektive nivå.
Över provinserna står provinsernas högsta råd (en: provincial high council), till vilken varje provinsråd utser en representant. Det är alltså en institution på riksnivå, men som hanterar lokala frågor och har mer reell politisk makt än råden i provinserna.